# Habibullah Kalakani
Habībullāh Kalakānī (ca. 1890 – 17. oktober 1929), (حبیبالله کلکانی), var en etnisk tadsjiker som var emir af Afghanistan fra januar til oktober 1929 efter at have afsat Amanullah Khan, shah af Afghanistan.
Hans virkelig navn er omdiskuteret, han er generelt kendt som Bacha-i-Saqao eller Bachai Saqao, noget som betyder «søn af vandbæreren». Han var leder af et succesfuldt oprør mod shahen, som en reaktionen mod shahen reformpolitik, var der i oktober udbrudt åbent oprør i hovedstaden Kabul. Under oprøret stod Habibullah Kalakani frem som oprørsleder. Han ville fordrive Amanullah Khan fra Kabul og udnævnte sig selv til den nye sjah og gav sig selv et nyt navn, Habībullāh Khādem-e Dīn-e Rasūlallāh («Tjeneren af religionen til Guds budbringer»). 14. januar 1929 abdicerede Amanullah Khan og hans ældre bror Inayatulla abdicerede den 17. januar. Kalakanis første strategi var at stoppe alt som mindede om den vestlig verden, blandt andet blev kun traditionelt tøj tilladt i landet. Hans tid ved magten blev dog kun kortvarig. I september 1929 havde Amanullah Khan omgrupperet sine folk og hans fremmeste general fra Europa, hans onkel Mohammed Khan, var kommet tilbage til landet. Generalens hær kom hurtigt gennem det vestlige og sydlige Afghanistan, og Kalakani blev styrtet i oktober 1929 og offentlig henrettet ved hængning.